# رژه انقلاب اکتبر ۱۹۴۱

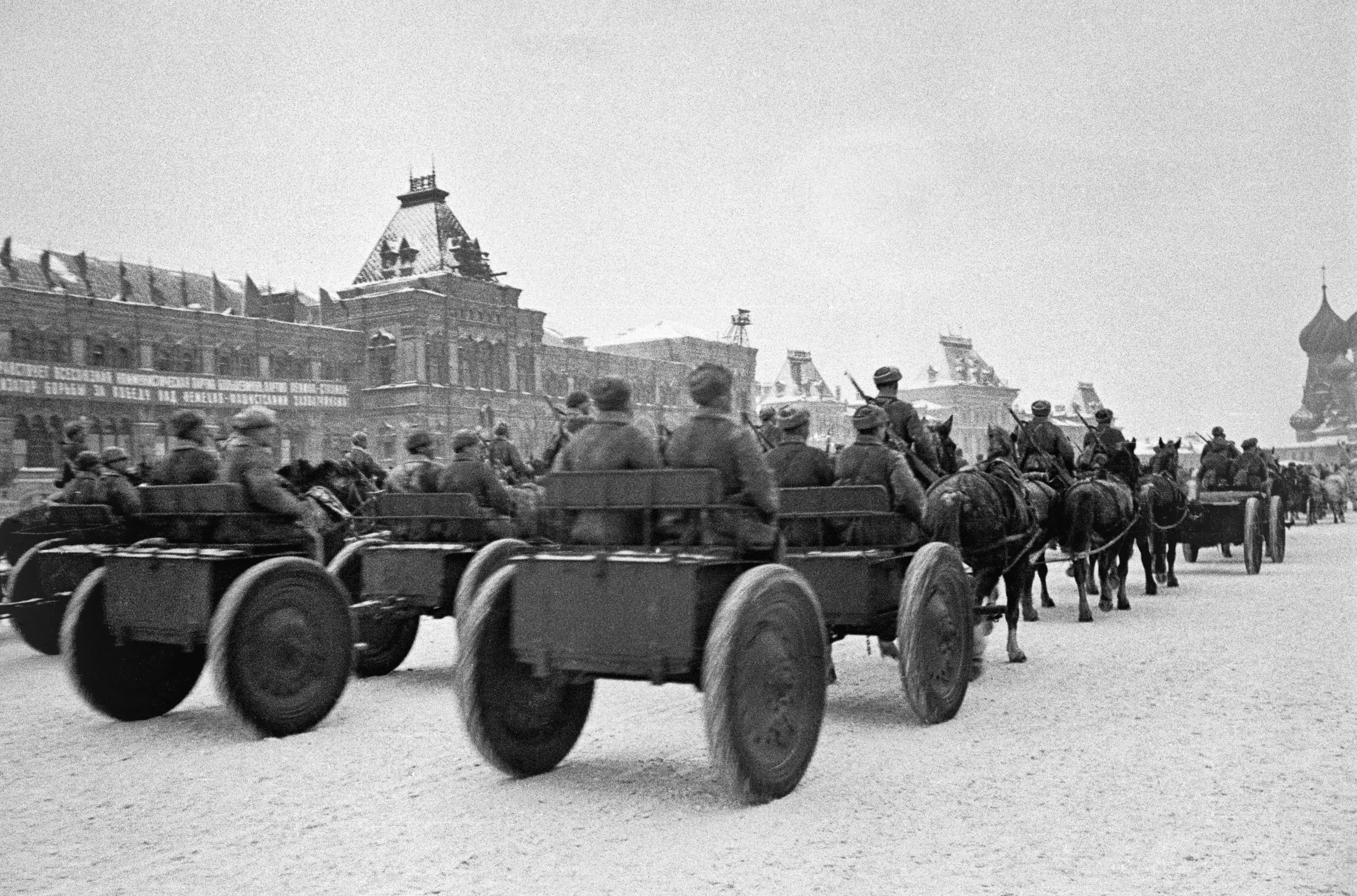
وسایل نقلیه در حال رژه

رژه انقلاب اکتبر ۱۹۴۱ (انگلیسی: 1941 October Revolution Parade) رژه ای به مناسبت بیست و چهارمین سالگرد پیروزی انقلاب اکتبر در روسیه بود که روز ۷ نوامبر سال ۱۹۴۱ در اوج نبرد مسکو درحالیکه نیروهای آلمانی تنها چند ده کیلومتر با این شهر فاصله داشتند، در میدان سرخ مسکو برگزار شد. ژوزف استالین، دبیرکل حزب کمونیست، برای سربازانی که در رژه میدان سرخ حضور داشتند، سخنرانی کرد. این سربازان بلافاصله پس از رژه به نبردگاه رفتند و بعدها بسیاری از آن‌ها کشته شدند. هر سال در روسیه کنونی، ۷ نوامبر به افتخار رژه ۱۹۴۱ به عنوان جایگزینی برای جشن انقلاب اکتبر، به عنوان روز افتخار نظامی، تعطیل است.

## آماده‌سازی
سالگرد پیروزی انقلاب اکتبر روسیه در سال ۱۹۴۱ مصادف با نبرد مسکو بود. ژوزف استالین، رهبر شوروی از سپهبد پاوِل آرتِمیِف، فرمانده منطقه نظامی مسکو، امکان برگزاری رژه نظامی به این مناسبت را جوبا شد. با توجه به شرایط جنگی این خواسته مورد اعتراض قرار گرفت. تصور می‌شد امکان بمباران هوایی این رژه توسط آلمانی‌ها باشد. از طرفی با توجه به محدودیت نفرات و تجهیزات که قالبا در خط مقدم برای متوقف کردن دشمن به‌کارگرفته شده بود، امکان استفاده از مقدار ناچیزی از آن‌ها برای رژه بود. با تأکید استالین بر اهمیت سیاسی این مسئله در چنین شرایط حساسی، ژنرال‌ها از ابراز این نظرات عقب‌نشینی کردند. به هر صورت تهاجم آلمانی‌ها از اواخر ماه اکتبر به جهت برخی مشکلات متوقف شده بود. ارتشبد گئورگی ژوکوف، فرمانده جبهه غربی شوروی، معتقد بود آلمانی‌ها در کوتاه مدت تهاجم زمینی دیگری را آغاز نخواهند کرد. او برگزاری مراسم رژه در صورت تقویت دفاع هوایی مسکو را ممکن دانست. بدین ترتیب استالین تصمیم قطعی برای برگزاری مراسم سالگرد و رژه نظامی را گرفت.
آرتمیف موفق شد با گردآوری دانشجویان دانشکده‌های نظامی، کهنه‌سربازان انقلاب، لشکر درِژینسکی ان‌کاوه‌ده، دو هنگ توپخانه و دو گردان تانک، مجموعاً ۲۸ هزار نفر بدین منظور تأمین کند. هنگامی که آرتمیف روز ۳۰ اکتبر از استالین پرسید که رژه چه زمانی برگزار خواهد شد پاسخ گرفت هیچ‌کس، حتی خود او، نمی‌بایست تا دقیقه آخر از آن مطلع شود. طبق تصمیم استالین رژه می‌بایست در ایستگاه متروی مایاکوفسکایا در خیابان گورکی برگزار می‌شد. آماده‌سازی‌ها بلافاصله آغاز شد. دیگر هیچ قطاری اجازه توقف در این ایستگاه را نداشت. یک سوی ایستگاه با فرش پوشانده شد و سکویی که از تالار تئاتر بولشوی آورده شده بود، در آن قرار گرفت. صندلی برای حضار از تالار تئاتر میدان مایاکوفسکایا آورده شدند. سه تن از بهترین نوازندگان تالار تئاتر بولشوی که از پیش از مسکو تخلیه شده بودند، بدون این که خود از دلیل آن مطلع باشند، با پوشش جنگنده‌ها به این شهر بازگشتند. آمبولانس‌ها در خیابان‌های اطراف مستقر شدند. بخش اضطراری ویژه‌ای در بیمارستان نظامی لفورتوو ایجاد و  جهت انتقال مجروحین در صورت حمله هوایی، به این بیمارستان مقرر گردید.
سرلشکر کوزما سینیلوف که به تازگی به عنوان فرمانده نظامی مسکو منصوب شده بود، مأمور به سازماندهی جزئیات رژه بود. در شرایط عادی دست کم شش هفته بدین منظور زمان فراهم می‌بود و نفرات رژه در این زمینه تجربیات زیادی داشتند. سینیلوف هم‌اکنون تنها چند روز وقت داشت. بسیاری از نیروهای در دسترس او سربازان وظیفه بی‌تجربه بودند. این افراد از دوره آموزش رزم خارج شدند و روزانه چهار ساعت آموزش رژه دیدند. این تمرینات در کرانه رود موسکوا اجرا می‌شد تا در صورت حمله هوایی نفرات زیر پل‌ها پناه بگیرند.
آرتمیف روز ۶ نوامبر به استالین گزارش کرد که رژه ساعت ۸ صبح روز بعد، دو ساعت زودتر از معمول، برگزار خواهد شد. استالین ابراز داشت رژه حتی در صورت حمله آلمانی‌ها هم متوقف نخواهد شد. دعوت‌نامه‌ها شبانه به شوراهای رایون‌ها و کمیته‌های حزب توزیع گشت. فرمان نهایی سنیلوف برای نیروهای رژه ساعت ۲ بامداد صادر گردید. بسیاری از این افراد آن شب را نخوابیدند چرا که همچنان به تمرین ادامه می‌دادند. با دمای منفی شش درجه سانتیگراد سطح زمین رژه بسیار لغزنده بود. سنگ‌فرش‌های خیابان منتهی به میدان سرخ در طول شب شن‌پاشی شد. به هر صورت بارش برف صبح‌گاهی این شن‌ها را مجدداً پوشاند.

## سخنرانی استالین
استالین به همراه تعداد دیگری از مقامات عالی، پنج دقیقه به هشت صبح وارد محل برگزاری مراسم رژه شد و مورد تشویق جمعیت حاضر قرار گرفت که با برافراشتن دستان خود به آن پاسخ داد. در همین حال بارش برد تشدید شده بود. در ابتدا قرار بود سخنرانی استالین تنها در مسکو مخابره شود اما به دستور او در سرتاسر شوروی مخابره شد.
استالین این سخنرانی تاریخی را ایراد کرد:
«رفقا، مردان نیروی زمینی و نیروی دریایی سرخ، فرماندهان و کمیسارهای سیاسی، مردان و زنان کارگر، کشاورزان دسته‌جمعی، کارگران در حرفه‌های فکری، برادران و خواهرانِ در پشت دشمن ما که موقتاً زیر یوغ دزدان آلمانی افتاده‌اند و به چریک‌های مرد و زنان دلاور ما که مهاجمان آلمانی را از بین می‌برند! به نمایندگی از دولت شوروی و حزب بلشویک ما به شما سلام می‌کنم و بیست و چهارمین سالگرد انقلاب سوسیالیستی اکتبر بزرگ را به شما تبریک می‌گویم.
رفقا، در شرایط سختی قرار گرفته‌ایم و امروز بیست و چهارمین سالگرد انقلاب اکتبر را جشن می‌گیریم. حمله خائنانه دزدان آلمانی و جنگ تحمیلی خطری برای کشور ما ایجاد کرده‌است. ما به‌طور موقت تعدادی از مناطق را از دست دادیم، دشمن در پشت دروازه‌های لنینگراد و مسکو ظاهر شده‌است. دشمن گمان می‌کرد که پس از اولین ضربه ارتش ما پراکنده خواهد شد و کشور ما به زانو در خواهد آمد. اما دشمن به شدت اشتباه محاسبه کرده بود. با وجود شکست‌های موقت، ارتش و ناوگان ما قهرمانانه حملات دشمن را در سراسر جبهه دفع می‌کنند و خسارات سنگینی به دشمن وارد می‌کنند، و کشور ما - کل کشور ما، خود را در یک اردوگاه جنگی سازماندهی کرده تا متجاوزان آلمانی را همراه با ارتش ما شکست دهد.
روزهایی بود که کشور ما در موقعیت سخت‌تری قرار داشت. سال ۱۹۱۸ را به یاد داشته باشید که اولین سالگرد انقلاب اکتبر را جشن گرفتیم. سه چهارم کشور ما در آن زمان در دست مهاجمان خارجی بود. اوکراین، قفقاز، آسیای مرکزی، اورال‌ها، سیبری و شرق دور به‌طور موقت از دست ما خارج شده بود. ما هیچ متحدی نداشتیم، ارتش سرخ نداشتیم- تازه شروع به ایجاد آن کرده بودیم. کمبود غذا، اسلحه، لباس برای ارتش وجود داشت. چهارده ایالت علیه کشور ما فشار می‌آورند. اما ناامید نشدیم، دل از دست ندادیم. در آتش جنگ، ما ارتش سرخ را ساختیم و کشورمان را به اردوگاه نظامی تبدیل کردیم. روحیه لنین بزرگ در آن زمان ما را برای جنگ علیه متجاوزان به حرکت درآورد. و چه اتفاقی افتاد؟ ما مهاجمان را شکست دادیم، تمام قلمروهای از دست رفته خود را پس گرفتیم و به پیروزی رسیدیم.
امروز وضعیت کشور ما خیلی بهتر از ۲۳ سال پیش است. کشور ما نسبت به ۲۳ سال پیش از نظر صنعت، مواد غذایی و مواد اولیه چندین برابر ثروتمندتر شده‌است. ما اکنون متحدانی داریم که در جبهه مقابل مهاجمان آلمانی با ما هستند. ما اکنون همدردی و حمایت همهٔ مردم اروپا را داریم که زیر یوغ استبداد هیتلر افتاده‌اند. ما اکنون یک ارتش شگفت‌انگیز و یک نیروی دریایی شگفت‌انگیز داریم که از آزادی و استقلال میهن خود دفاع می‌کند. ما کمبود جدی مواد غذایی، سلاح و یونیفرم نداریم. تمام کشور ما، تمام مردم کشور ما از ارتش ما، ناوگان ما حمایت می‌کنند و به آنها کمک می‌کنند تا انبوهی از مهاجمان فاشیست آلمان را شکست دهند. ذخایر انسانی ما تمام‌نشدنی است.
روح لنین بزرگ و پرچم پیروز او در حال حاضر الهام بخش ماست، در این جنگ میهنی همانند بیست و سه سال پیش. آیا می‌توان شک داشت که می‌توانیم و باید متجاوزان آلمانی را شکست دهیم؟
دشمن آنقدر قوی نیست که برخی از روشنفکران هراسان از او تصویر می‌سازند. شیطان آنقدرها که نقاشی شده‌است وحشتناک نیست. چه کسی می‌تواند انکار کند که ارتش سرخ ما بیش از یک بار سربازان افتخارآمیز آلمانی را به وحشت انداخته‌است؟ با قضاوت نه بر اساس اظهارات لاف‌زننده مبلغان آلمانی، بلکه با توجه به موقعیت واقعی آلمان، درک اینکه مهاجمان فاشیست آلمان با یک فاجعه روبرو هستند دشوار نخواهد بود. اکنون در آلمان گرسنگی و فقر حاکم است، در طول ۴ ماه جنگ، آلمان ۴ و نیم میلیون سرباز خود را از دست داده‌است، آلمان در حال خونریزی است، ذخایر انسانی آن در حال خشک شدن است، روح خشم نه تنها بر مردم اروپا، که زیر یوغ مهاجمان آلمانی قرار گرفته‌اند، بلکه بر خود مردم آلمان نیز که پایانی برای جنگ نمی‌بینند، مسلط است.
مهاجمان آلمانی آخرین نیروی خود را تحت فشار قرار می‌دهند. شکی نیست که آلمان نمی‌تواند برای مدت طولانی چنین تنشی را تحمل کند
چند ماه دیگر، نیم سال دیگر، شاید یک سال دیگر و آلمان هیتلری باید تحت فشار جنایاتش بترکد.
رفقا، مردان نیروی زمینی سرخ و مردان نیروی دریایی سرخ، فرماندهان و کارگران سیاسی، پارتیزان‌ها! تمام دنیا به شما به عنوان نیرویی می‌نگرند که قادر به از بین بردن انبوه غارتگر مهاجمان آلمانی است.
مردم اسیر اروپا که زیر یوغ مهاجمان آلمانی افتاده‌اند، به شما به چشم آزادی‌بخش خود نگاه می‌کنند. رسالت بزرگ رهایی به گردن شما افتاده‌است. شایسته این مأموریت باشید! جنگی که شما به راه می‌اندازید، یک جنگ آزادیبخش است، یک جنگ عادلانه. اجازه دهید تصاویر مردانه از اجداد بزرگ ما -الکساندر نوسکی، دیمیتری دونسکی، کوزما مینین، دیمیتری پوژارسکی، الکساندر سوورف و میخائیل کوتوزوف-الهام‌بخش شما در این جنگ باشد! پرچم پیروز لنین بزرگ بر شما سایه افکند!
برای نابودی کامل مهاجمان آلمانی! مرگ بر اشغالگران آلمانی!
زنده باد میهن باشکوه ما، آزادی و استقلالش!
زیر پرچم لنین، پیش به سوی پیروزی!»

## رژه
بسیاری از سربازان مشارکت‌کننده در رژه بلافاصله پس از اتمام آن مستقیما به خط مقدم فرستاده شدند.